# 래티건 교수
래티건 교수(영어: Professor Ratigan)는 월트 디즈니의 26번째 애니메이션 장편 영화 '위대한 명탐정 바실'(1989년)에 등장하는 가공의 디즈니 캐릭터이다. 본작의 디즈니 빌런.